# Joseph Perrin (militaire)
Pour les articles homonymes, voir Perrin et Joseph Perrin (homme politique, 1910-1977).
Joseph Perrin, né le 28 février 1754 à  La Bresse, commune vosgienne relevant alors du duché de Lorraine et mort le 9 juin 1800 au cours du siège de Gênes, en Italie, est un chef de brigade (colonel) de la Révolution française, général du Consulat.

## Biographie
Joseph Perrin entre en service en 1770 comme soldat au régiment de Lorraine infanterie et passe sergent-major en 1784. Sous-lieutenant en 1790, il devient lieutenant en 1791 avant d'être élevé au grade de chef de bataillon le 31 décembre 1793. Le 21 mars 1794, il est nommé chef de brigade à la 94e demi-brigade d’infanterie et passe avec son grade au commandement de la 2e demi-brigade d'infanterie de ligne le 19 avril 1796. Perrin est promu général de brigade provisoire par Massena le 5 juin 1800 et meurt le 9 juin des suites de la blessure reçue pendant le siège de Gênes.

### Famille
Fils naturel d'Agathe Perrin (1724-1781) , Joseph Perrin est marié une première fois vers 1780, puis remarié vers 1800 avec Catherine Heer (1763-1836).

## Sources
- (en) « Generals Who Served in the French Army during the Period 1789 - 1814: Eberle to Exelmans »
- (pl) « Napoléon.org.pl »
- Charles Théodore Beauvais et Vincent Parisot, Victoires, conquêtes, revers et guerres civiles des Français, depuis les Gaulois jusqu’en 1792, tome 26, C.L.F Panckoucke, janvier 1822, 414 p. (lire en ligne), p. 132.